# Бакинский славянский университет
Бакинский славянский университет — высшее учебное заведение Азербайджана.

## Общие сведения
Университет специализируется на изучении славянских и германских языков, готовит дипломатов, журналистов, филологов, педагогов, переводчиков русского, польского, чешского, английского, немецкого, болгарского, украинского, греческого, словацкого, белорусского, сербского, хорватского, французского, турецкого, языков и литературы, а также специалистов по международным отношениям, культуре, географии, истории, праву, экономике этих стран.
Основан 13 июня 2000 года на базе Азербайджанского педагогического института русского языка и литературы имени М. Ф. Ахундова. 
В университете функционируют 34 кафедры. В профессорско-преподавательский состав университета входят около 50 докторов наук, профессоров, 200 кандидатов наук, доцентов и более 200 старших преподавателей и преподавателей.

## История
В 1946 году в соответствии с распоряжением Совета Народных комиссаров СССР № 1313 от 2 февраля и Постановлением Совета министров Азербайджанской ССР от 15 мая того же года создан Азербайджанский государственный двухгодичный учительский институт им. М.Ф. Ахундова. 
В первом учебном году в институт было принято 108 студентов. По штатному расписанию в институте работали 28 сотрудников. 30 июля 1948 года состоялся первый выпуск специалистов, получивших квалификацию учителя русского языка и литературы в азербайджанских школах.
В 1952 году Учительский институт им. М.Ф. Ахундова был реорганизован в четырёхгодичный педагогический институт по подготовке учителей русского языка.
В 1956—1957 учебном году институт был переведен на пятилетний срок обучения.
14 апреля 1959 года ЦК КП Азербайджана и Советом Министров Республики было принято постановление «О профилях высшей педагогической школы Азербайджанской ССР». Согласно этому документу на базе Азербайджанского педагогического института русского языка и литературы им. М. Ф. Ахундова и Азербайджанского педагогического института иностранных языков был создан Азербайджанский педагогический институт языков им. М.Ф. Ахундова.
В 1972 году по инициативе руководителя Республики Г.А. Алиева и постановлением правительства Республики № 362 от 2 ноября 1972 года на базе Азербайджанского педагогического института языков им. М.Ф. Ахундова был восстановлен одноимённый Азербайджанский педагогический институт русского языка и литературы.
В институте готовились учителя русского языка и литературы для средних школ с азербайджанским и русским языками обучения. С 1996 года в небольших группах началась подготовка переводчиков и специалистов по чешскому, польскому и болгарскому языкам.
В 1994 году в соответствии с международными стандартами институт перешёл на учебный план по подготовке бакалавров с четырёхгодичным сроком обучения. В 1997 году в институте было создано отделение магистратуры.
В 2000 году Указом Президента Азербайджана от 13 июня 2000 года на базе Азербайджанского педагогического института русского языка и литературы им. М. Ф. Ахундова был образован Бакинский славянский университет.

## Факультеты

### Педагогический факультет
Факультет создан в 2000 году на базе факультета русского языка и литературы в национальной школе, который был единственным факультетом Азербайджанского педагогического института им. М.Ф. Ахундова, функционировавшего более 50 лет. 
С 2001/2002 учебного года в Бакинском славянском университете осуществляется подготовка кадров по специальности «Педагогика и методика начального образования». Ранее существовавшие на факультете специальности: «Учитель русского языка и литературы», «Педагогика и методика начального образования» с 2009 года согласно приказу Министерства образования Азербайджана были заменены на специальность «Учитель иностранного языка (русский язык) в национальной школе» и «Учитель начальных классов (русский и азербайджанские секторы».
Декан — доктор филологических наук, профессор Пириев Эльдар Ризван оглы. 
На факультете осуществляется подготовка кадров по следующим специальностям:
- Учитель иностранных языков (русский язык)
- Учитель начальных классов.

В состав факультета входят следующие кафедры:
- Кафедра современного русского языка
- Кафедра русского языка и методики его преподавания
- Кафедра педагогики и психологии имени профессора Сабира Шафиева
- Кафедра начального образования
- Кафедра математики и информатики

Кафедры ведут научно-исследовательскую работу по следующим направлениям:
- Фонетико-фонологическое исследование систем русского языка (в том числе в сопоставлении с азербайджанским языком)
- Лексикология современного русского языка
- Лексикография
- Исследование параметров категориальных значений грамматических единиц языка
- Составление «Большого Русско-Азербайджанского словаря» (2003—2012)
- Методика преподавания русского языка как иностранного в азербайджанской школе
- Методика преподавания русского языка как иностранного в высших учебных заведениях

### Филологический факультет
Филологический факультет создан в июне 2000 года на базе действовавшего с 1946 года факультета русского языка и литературы. С сентября 2001 года наряду со специалистами русского языка и литературы на факультете готовятся специалисты азербайджанского языка и литературы, с 2005 года — журналисты (обучение на азербайджанском и русском языках), с 2008 года — специалисты по романо-германской филологии. 
На факультете работают 12 докторов наук, профессоров, более 100 кандидатов наук, доцентов, старших преподавателей и преподавателей.
Декан факультета — кандидат филологических наук, доцент Бабаев Ибрагимпаша Алекпер оглы. 
Перед студентами факультета выступали видные учёные из России, Турции, Франции, Швейцарии, Германии. В то же время профессора и доценты филологического факультета выступали с лекциями и докладами в Москве, Анкаре, Вене, Копенгагене, Тарту, Бостоне, Мичигане и других городах мира. 
Ежегодно проводятся международные студенческие научные конференции, в которых принимают участие студенты из ближнего и дальнего зарубежья. 
На факультете обучаются граждане Турции, России, Пакистана, Нигерии, Кореи, Китая. На факультете действует «кружок любителей литературы», клуб «Диалог» и студенческий театр-студия «Сфера».
Специальности:
- Филолог (русский язык и литература)
- Филолог (романо-германская филология)
- Учитель русского языка и литературы
- Учитель английского языка и литературы
- Учитель немецкого языка и литературы
- Учитель французского языка и литературы

Кафедры:
- Кафедра современного азербайджанского языка
- Кафедра современного русского языка
- Кафедра русского языка и методики его преподавания
- Кафедра классической русской литературы
- Кафедра современной русской литературы
- Кафедра английской филологии
- Кафедра романской филологии
- Кафедра истории и грамматики английского языка
- Кафедра германской филологии

Научные направления:
- Исследование теоретических и методических проблем русского и азербайджанского языков, русской и азербайджанской литературы
- Взаимосвязь русистики и тюркологии
- Изучение закономерностей развития литературы и литературной критики
- Азербайджано-русские литературные связи
- Литературная компаративистика

### Факультет гуманитарных и социальных наук
Факультет создан 12 октября 2004 года. В июне 2003 года состоялся первый выпуск бакалавров, специализировавшихся по регионоведению (Россия, Греция), в июне 2005 года — бакалавров по международным отношениям. 
На сегодняшний день на факультете получают образование около 645 студентов. 
Профессорско-преподавательский состав факультета включает 10 докторов наук, профессоров; 20 кандидатов наук, доцентов; 29 старших преподавателей и 34 преподавателей. 
На факультете функционируют следующие научные, учебные и культурные центры: научно-исследовательская лаборатория «Страноведение», учебно-культурный центр «Азербайджановедение», Турецкий центр исследований, Российский учебно-культурный центр (Московская аудитория), Украинский учебно-культурный центр, Центр болгарского языка и культуры, Санкт-Петербургский культурно-учебный центр, Центр польского языка и культуры. 
На факультете ежегодно проводится Республиканская студенческая научно-практическая конференция, посвящённая Дню независимости, на тему «Азербайджан и Европа: проблемы и перспективы взаимоотношений». На кафедрах факультета функционируют такие студенческие клубы, как «Молодой аналитик», «Молодой дипломат», «Меридиан», «Молодой экономист», «Богемия», «Conversation club».
Декан — доктор философии философских наук, доцент Ахундова Севда Мамед гызы . 
Специальности:
• Политология 
- Международные отношения
- Регионоведение (Азербайджан, Турция, Россия, Украина, Беларуссия, Германия,Польша, Болгария, Чехия, Греция)
- Журналистика

Кафедры:
- Международные отношения
- Дипломатия и внешняя политика
- История Азербайджана и общественных наук
- Мультикультурализм Азербайджана и страноведение
- Журналистика
- Иностранные языки.

### Факультет перевода
Создан в 2004 году на базе отделения перевода факультета регионоведения и перевода. 
Факультет перевода подготавливает специалистов по ряду славянских языков: русскому, польскому, чешскому, украинскому,болгарскому, сербскому, греческому а также германских языков — английскому, немецкому, французскому. 
Студенты факультета изучают один из иностранных языков в качестве языка специализации, параллельно с ним — второй иностранный язык. 
На старших курсах на основе выбора самих студентов осуществляется более узкая специализация по различным направлениям переводческой деятельности: художественный перевод, публицистический перевод (перевод текстов общественно-политического содержания), научно-технический перевод (по отдельным направлениям), устный перевод (последовательный и синхронный). 
Занятия в группах организуются по принципу мастер-классов и проходят под руководством наиболее опытных преподавателей и профессиональных переводчиков. 
Ежегодно в конце декабря совместно с руководством факультета проводится традиционная Республиканская студенческая научно-практическая конференция «Актуальные проблемы современного переводоведения и культурологии», на которой представляются результаты осуществленных студентами научных исследований. 
Студенты проходят производственную практику в таких ведомствах как: Министерство иностранных дел, Министерство экономического развития, Государственный комитет по работе с диаспорой, Министерство культуры и туризма, Аппарат Уполномоченного по правам человека (омбудсмена), Центральная Избирательная Комиссия Азербайджана. 
Студенты стажируются также в редакциях различных средствах массовой информации, творческих организациях (в числе которых — Азербайджанское государственное телеграфное агентство «АзерТАдж», ЗАО «Азербайджанская государственная телерадиовещательная компания», межгосударственная телерадиокомпания «Мир», Союз писателей Азербайджана, редакции разных газет, журналов).
Декан — доцент Нагиева Нурлана  Ашур гызы. 
Специальности:
- Русский и английский
- Русский и азербайджанский
- Азербайджанский и английский языки
- Азербайджанский и русский языки
- Азербайджанский и греческий языки
- Азербайджанский и болгарский языки
- Азербайджанский и украинский языки
- Азербайджанский и чешский языки
- Азербайджанский и польский языки

Кафедры:
- Теории и практики перевода
- Европейских языков
- Русского языка
- Мировой литературы

### Факультет повышения квалификации и переквалификации
Основан в 2000 году. При факультете переквалификации функционируют курсы повышения квалификации учителей русского языка и литературы, работающих в высших и средних учебных заведениях республики. В 2012—2013 учебном году на факультете получили дополнительное образование 45 выпускников.
Декан — доктор филологических наук, профессор Набиев Низами Хамза оглы. 
Специальности:
- Азербайджанский язык и литература
- Педагогика и методика начального образования
- Русский язык и литература
- Школьная психология
- Международные отношения
- Регионоведение
- Перевод

Кафедры:
- Азербайджанский язык и методика его преподавания
- Азербайджанская литература
- Педагогика и психология
- Современный русский язык
- Русский язык и методика его преподавания

### Творческий факультет
Факультет начал функционировать в 2007 году. В течение двух лет слушателям читаются лекции и специальные курсы по истории культуры, литературной технологии, поэтике и риторике, современным литературным течениям и другим дисциплинам. Выпускники факультета получают сертификат по специальности «Литературный работник».
Декан — Рустам Камал. 

### Факультет журналистики и азербайджанской филологии
Факультет журналистики и азербайджанской филологии создан 23 сентября 2011 года. На факультете обучается 431 студент. Из них 341 в азербайджанском отделении, 90 — в русском. 
На факультете работает около ста преподавателей (11 профессоров, 25 доцентов, 63 старших преподавателей и преподавателей). 
В состав факультета также входят студенческая телерадиостудия «Школа Г. Алиева», центр «Новые технологии и инновации в обучении», лаборатория фотожурналистики и Центр аналитической информации. 
По предварительной договоренности студенты направляются в школы Баку и районов Азербайджана. По установившейся традиции практиканты летом работают в городках для беженцев в Бардинском, Билясуварском, Агджабединском, а также в селе Араб Мехтибейли Агсуинского районов. 
Лучшие студенты факультета проходят производственную практику в агентстве Российской Федерации «РИА Новости — Азербайджан», государственном агентстве АзерТАдж и других информационных изданиях республики.
Декан — кандидат филологических наук, доцент Мамедов Сафар Ахмед оглы. 
Специальности:
- Журналистика
- Преподаватель азербайджанского языка и литературы
- Филология (азербайджанский язык и литература)

Кафедры:
- Теория и практика журналистики
- Нью-медиа и коммуникационные технологии
- Тюркология
- Азербайджанская литература
- Современный азербайджанский язык
- Иностранный язык

Научные направления:
- Традиционные СМИ в условиях Нью-медии: теория и практика
- Исследование теоретических и практических проблем журналистики
- Подготовка и публикация методических пособий, программ и учебных пособий
- Исследование лексических и грамматических особенностей тюркских языков
- Изучение азербайджанского языка в сравнении с другими тюркскими языками
- История азербайджанской литературы
- История литературы тюркских народов
- Фольклор и мифология
- Методика преподавания азербайджанского языка
- Методика преподавания азербайджанской литературы
- Азербайджанская литература в контексте мировой литературы
- Сравнительное литературоведение
- Концепция национальной литературы и культуры
- Культурологическое наследие в литературе
- Поэтика классической исламской литературы

В университете функционирует заочное отделение, научно-исследовательские лаборатории «Азербайджановедение», «Тюрко-славянские связи», «Страноведение», «Проблемы перевода», «Фольклорные исследования» и «Словарный центр».

## Руководство
- Анар Нагиев — Ректор
- Новрузов Рафик —академик РАН доктор филологических наук, профессор, проректор по научной работе[9].
- Гафарова, Сахиба Али кызы — доктор филологических наук, профессор, проректор по международным связям[10].

## Почётные доктора

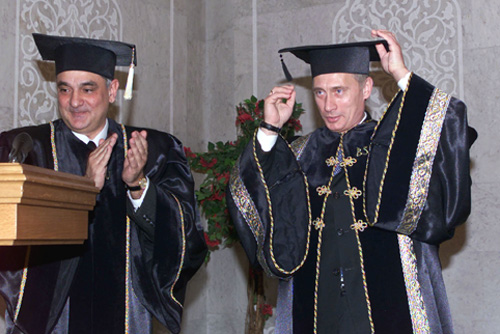
Церемония вручения Владимиру Путину мантии почётного доктора Бакинского славянского университета. 9 января 2001

В 2000 году учреждено звание Почётного доктора Бакинского славянского университета. Решением Учёного совета БСУ этого звания удостаиваются известные государственные, общественные и политические деятели, имеющие особые заслуги в деле укрепления дружбы и сотрудничества между странами и народами, развития науки, образования и культуры. 
Почётными докторами университета являются:
- Путин, Владимир Владимирович — Президент Российской Федерации
- Лукашенко, Александр Григорьевич — Президент Республики Беларусь
- Пырванов, Георгий Седефчов — Президент Республики Болгарии (2002—2012)
- Стефанопулос, Константинос — Президент Греции (1995—2005)
- Качиньский, Лех — Президент Республики Польша (2005—2010)
- Ющенко, Виктор Андреевич — Президент Украины (2004—2010)
- Желев, Желю Митев — Президент Республики Болгарии (1990—1997)
- Папульяс, Каролос — Президент Греции
- Алексий II — Святейший Патриарх Московский и Всея Руси (1990—2008)
- Плющ, Иван Степанович — Председатель Верховной Рады Украины (2000—2002)
- Миронов, Сергей Михайлович — Председатель Совета Федерации Федерального Собрания Российской Федерации (2001—2011)
- Нарышкин, Сергей Евгеньевич — Председатель Государственной Думы Российской Федерации

## Известные выпускники
- Сахиба Гафарова — спикер, Председатель Милли Меджлиса Азербайджанской Республики
- Акиф Али — Руководитель пресс-службы Кабинета Министров Азербайджанской Республики (1994—2019)
- Лидия Расулова — Министр образования Азербайджанской Республики (1991—1997)
- Фахраддин Тахмазов — Министр Национальной безопасности Азербайджанской Республики (1992—1993).
- Тельман Джафаров — доктор филологических наук, профессор, проректор по учебной работе Бакинского славянского университета.
- Махаббат Валиева — Заместитель министра образования Азербайджанской Республики
- Эльхан Мирзоев — азербайджанский лингвист, доктор философских наук, доцент
- Эльдар Гасымов — азербайджанский певец, победитель конкурса песни Евровидение 2011
- Амина Юсифгызы — актриса, народная артистка Азербайджана (1998)
- Матин Гулиев — издатель, переводчик, медиа менеджер
- Яна Никитина — актриса, телеведущая
- Теймур Алиев — телеведущий

## Ректоры
- Камал Абдуллаев, доктор филологических наук, профессор, заслуженный деятель науки, писатель-драматург (2000 — 28 февраля 2014)[12]
- Асиф Гаджиев, доктор филологических наук, профессор (17 марта 2014 — 2022)[13]
- Анар Нагиев (с 18 февраля 2022)[14]

## Международное сотрудничество
Университет является членом Международной кадровой академии, Ассоциации университетов Европы (Magna Charta Universitatum), Ассоциации университетов стран бассейна Чёрного моря, Международной ассоциации преподавателей русского языка и литературы (МАПРЯЛ).
Университет тесно сотрудничает с университетами и институтами Центральной и Восточной Европы и университетом заключены договоры по обмену студентами с вузами России, Польши, Украины, Чехии, Греции, Болгарии, Германии, Франции, Белоруссии, Словакии, Сербии, Хорватии, Словении, Турции, Румынии, Молдавии, стран Центральной Азии, Прибалтики (Латвия, Литва, Эстония). 
В октябре 2001 года при университете создан Украинский культурно-образовательный центр, на базе которого функционирует Украинская воскресная школа. В 2006 году между Бакинским славянским университетом и Уральским государственным университетом им. А. М. Горького заключен договор о партнерстве. В 2007 году между БСУ и Московским городским педагогическим университетом был подписан договор о сотрудничестве. 
1 сентября 2009 года в Бакинском славянском университете в рамках совместного проекта с Боннским университетом Германии состоялось открытие летней школы для изучения студентами из Германии азербайджанского и русского языков.
В университетском клубе «Посольский час» с докладами о культуре, истории, экономике своих стран регулярно выступают послы различных стран, аккредитованные в Азербайджане.
Университет входит в число партнерских организаций Российского федерального агентства по делам СНГ.